# نبرد بندر هلند
نبرد بندر هلند (انگلیسی: Battle of Dutch Harbor) یکی از نبردها در طی لشکرکشی جزایر آلیوتی در طی جنگ جهانی دوم  بود.